# Sala de Operaciones del Sur
La Sala de Operaciones del Sur ( en árabe : غرفة العمليات الجنوبية ), es una coalición rebelde siria formada por varias tribus drusas armadas y grupos opositores sirios en las provincias del sur de Daraa, Suwayda y Quneitra. Se estableció el 6 de diciembre de 2024 en el sur de Siria durante las ofensivas de la oposición siria de 2024.
La Sala de Operaciones del Sur fueron la primera organización rebelde en capturar Damasco durante la guerra civil siria.

## Creación y estructura
La Sala de Operaciones del Sur se anunció el 6 de diciembre de 2024 y se declaró que estaría formada por grupos llamados la "8.ª Brigada", anteriormente conocida como la Juventud de las Fuerzas Sunna, y el "Comité Central" junto con otras organizaciones que tenían su base en las gobernaciones de Suwayda y Quneitra. En el pasado, la 8.ª brigada contaba con unos 1.200 militantes y era uno de los mayores grupos de oposición en la gobernación de Daraa antes del acuerdo de reconciliación de 2018. El Comité Central había estado activo en la oposición siria desde 2011. Su mandato se centraba en dos objetivos principales: abordar las necesidades de la comunidad garantizando la estabilidad y la protección de los ciudadanos sirios, y formalizar el acuerdo de reconciliación patrocinado por Rusia en un documento aceptado. A expensas de la población local, se acusó al comité central de trabajar con el gobierno sirio y sus fuerzas de seguridad.
En la declaración oficial realizada por el comando SOR, el grupo se comprometió a mantener la seguridad y la estabilidad mientras controlaba las regiones del sur de Siria. Además, hizo un llamamiento a todos los países del mundo para que apoyaran la decisión del pueblo sirio de "lograr la libertad y construir su propio país".
El SOR ha enfatizado su objetivo de crear una "Siria unificada y justa" y ha caracterizado su campaña militante como una lucha por la "libertad y la dignidad". Para evitar el caos y crear un estado estable después del conflicto, sus líderes han instado a mantener las instituciones estatales que antes estaban controladas por individuos opositores, al tiempo que trabajan con diferentes comunidades sirias.
Actualmente, no se sabe mucho sobre el liderazgo clave de la coalición SOR. Nassim Abu Ara, un ex comandante del Ejército Libre Sirio bajo las Fuerzas de la Juventud de la Sunna, es uno de los líderes que han sido identificados. Conocido como "el hombre de Rusia en el sur de Siria", Ahmad al-Awda, el supuesto líder del SOR, también era el comandante de las Fuerzas de la Juventud de la Sunna. Al-Awda solidificó aún más su reputación como "el hombre de Rusia" después de que fue nombrado comandante de la rama del 5º Cuerpo de las Fuerzas Armadas Árabes Sirias en la Gobernación de Daraa después del acuerdo de reconciliación con Rusia en 2018.

## Acciones militares
La coordinación de la ofensiva en el sur de Siria se atribuye a SOR. Con la ayuda de otros grupos de oposición locales, SOR capturó la ciudad de Daraa y pequeñas localidades a su alrededor después de la retirada de las Fuerzas Armadas Árabes Sirias y los grupos armados iraníes pro-Assad. SOR afirmó haber tomado el control total del distrito de Daraa y haber comenzado a peinar sus barrios y a asegurar sus instituciones y oficinas gubernamentales. SOR también dijo que había tomado el control total de la Gobernación de Quneitra, cerca de los Altos del Golán ocupados por Israel en el suroeste de Siria. En respuesta, las Fuerzas de Defensa de Israel dijeron que habían desplegado “fuerzas reforzadas en la zona de los Altos del Golán”.
El 7 de diciembre de 2024, el portavoz de la SOR anunció sus planes de avanzar hacia Damasco, afirmando: “Nuestro objetivo es Damasco y nuestro punto de encuentro es la Plaza de los Omeyas”. Su declaración también se dirigió a la gente de las ciudades de Suwaida y Quneitra, diciendo: “Estamos a las puertas de Damasco como socios en esta liberación junto con el pueblo firme de Suwaida y los honorables revolucionarios de Quneitra. Extendemos nuestras manos para la cooperación con todos los componentes de una nueva Siria unificada, libre de terrorismo y sectarismo y que aspire a la liberación de la tiranía”. El mismo día, Hassan Abdel Ghani, el comandante de los rebeldes del sur, declaró que “nuestras fuerzas han comenzado a implementar la fase final del cerco de la capital, Damasco”. Los rebeldes del sur, junto con SOR, comenzaron a rodear Damasco después de capturar Al-Sanamayn, una ciudad a 20 kilómetros de la entrada sur de Damasco.
El 8 de diciembre, los rebeldes del SOR capturaron Damasco y el presidente Bashar al-Ásad escapó de Siria en un avión. En una transmisión de la televisión estatal siria, un grupo de líderes de la oposición declaró la victoria. El primer ministro Mohamed Ghazi al-Jalali declaró que su gobierno está dispuesto a "extender su mano" al nuevo gobierno de transición liderado por la oposición, ofreciendo trabajar con él. Algunas fuentes indican que un acuerdo para transferir el poder al gobierno de transición podría firmarse el 9 de diciembre de 2024. El coronel Nassim Abu Ara, portavoz militar y comandante del SOR, atribuyó el rápido colapso de las Fuerzas Armadas Árabes Sirias a "la expansión de los puntos de combate y los ataques desde varias áreas en la provincia de Daraa, tomando rápidamente el control de muchas posiciones militares y puestos de control", lo que, afirmó, causó "un colapso en la moral". Al 9 de diciembre, los rebeldes del SOR controlan la mayoría de las provincias del sur de Siria.